# Мадонна с Младенцем (картина Лоренцетти, Брера)
«Мадонна с Младенцем» (итал. Madonna col Bambino) — картина итальянского живописца Амброджо Лоренцетти. Создана примерно в 1320 году. Хранится в Пинакотеке Брера в Милане (в коллекции с 1947 года).

## Описание
Несмотря на соблюдение условий хранения, за многие века в картине утрачен сине-бирюзовый цвет мафория (накидки) Мадонны, впрочем произведение сохранило живое восприятие реальности, которое характерно для творчества Лоренцетти и для сиенской школы живописи XIV века в целом. Произведение относится к раннему периоду творчества художника, отражая влияние Джотто, в частности, в монументальности трёхмерных фигур, размещенных на изысканном золотом фоне.
На картине изображена Дева Мария с Младенцем Иисусом, которого Она держит на руках. Мария, одетая в прекрасно расшитое покрывало, имеет серьезный, и, в то же время, нежный взгляд, изображена с косой — причёска, типичная для средневековой Сиены. Мадонна поддерживает Младенца, подложив на руку покрывало сиреневого цвета. Крепко спелёнутый Младенец сучит ножками, а взгляд его на Мать полон ласковой нежности.